# Rinus Loof
Rinus Loof (17 juni 1916 – 14 december 1997) was een Nederlands voetballer en voetbaltrainer.
Loof speelde, met een korte onderbreking in de Tweede Wereldoorlog van 1933 tot 1953 in het eerste van ADO Den Haag waarmee hij in 1942 en 1943 landskampioen werd. In totaal speelde hij meer dan 750 wedstrijden voor ADO. Aansluitend werd hij trainer en was van 1955 tot 1962 hoofdtrainer van het eerste team. Hij zou aanvankelijk als assistent beginnen maar werd door de ziekte van Franz Gutkas direct hoofdtrainer. Onder zijn leiding kwalificeerde ADO zich in 1957 voor het eerst voor de Eredivisie. Loof werd opgevolgd door Ernst Happel. Van 1965 tot 1978 fungeerde hij bij de club als assistent- en jeugdtrainer. In het seizoen 1968/69 was hij nog ad-interim hoofdtrainer. In 1979 werd hij elftalleider. Loof werd benoemd tot erelid van ADO.

## Erelijst
ADO
| Nationaal      |    |         |
| Eerste divisie | 1x | 1956/57 |